# 西門町 (臺南市)
西門町，為台灣日治時期臺南市之行政區。範圍包括清代街名聖君廟、米、內媽祖巷、外媽祖巷、抽籤巷、頂粗糖崎、內關帝巷、外關帝巷、外宮巷、內宮巷、頂南河、武尾巷、內南河、城邊、良皇宮、東巷。

## 名稱
1916年（大正5年）規劃町名改正時，原擬名「西門町」，因臺灣府城大西門得名。臺南廳審查後並未更改，以此名呈報總督府，同年11月3日公告、1919年（大正8年）4月1日正式實施。

## 町內設施
- 西市場
- 淺草市場
- 宮古座（現延平商業大樓）
- 保西宮
- 沙淘宮
- 南沙宮